# Валце (община)
Община Валце (на полски: Gmina Walce) е селска община в Полша, ополско войводство, повят крапковишки. Административен център на общината е Валце. Населението на общината през 2004 година е 6060 души.

## Повърхностната структура
Общината е с площ 69,29 km², включително: земеделска земя е 84%, горска земя е 7%. Територията на общината е 15,66%, а населението е 8% от крапковишки повятът.

## Населени места
Общината има 10 населени места:
- Валце (Антошка, Гробле, Кшевяки)
- Брожец
- Бжежина
- Грохолюб (Сворница)
- Добешовице
- Забежов
- Кромолов (Чернюв)
- Розкохов
- Страдуня (Пшерва, Рибаже)
- Чверче